# Szydłów (gmina w województwie łódzkim)
Szydłów (do 1877 Gomulin) – dawna gmina wiejska istniejąca do 1954 roku w woj. łódzkim. Siedzibą władz gminy był Szydłów.
Gmina Szydłów powstała za Królestwa Polskiego, w 1877 roku, w powiecie piotrkowskim w guberni piotrkowskiej z obszaru zniesionej gminy Gomulin (także z gminy Brzoza).
15 października 1916 z gminy Szydłów wyłączono majątek i wieś Belzatka, kolonię Twardosławice, kolonię Pawłówka oraz południową część wsi Karolinów, włączając je do Piotrkowa Trybunalskiego.
W okresie międzywojennym gmina Szydłów należała do powiatu piotrkowskiego w woj. łódzkim. Po wojnie gmina zachowała przynależność administracyjną. Według stanu z dnia 1 lipca 1952 roku gmina składała się z 29 gromad: Brzoza, Byki, Cisowa, Daszówka, Doły, Gomulin, Gomulin kol., Jarosty, Kafar, Kamocin, Kamocinek, Kargał-Las, Karlin, Majków Duży, Majków Folwark, Majków Średni, Michałów, Olendry, Papieże, Polesie, Praca, Rokszyce, Szydłów, Szydłów kol., Twardosławice, Wola Rokszycka, Zaborów, Żądło i Żychlin.
Jednostka została zniesiona 29 września 1954 roku wraz z reformą wprowadzającą gromady w miejsce gmin. Po reaktywowaniu gmin z dniem 1 stycznia 1973 roku gminy Szydłów nie przywrócono, a jej dawny obszar wszedł głównie w skład gminy Piotrków Trybunalski w tymże powiecie i województwie.